# Ferfay
Ferfay é uma comuna francesa na região administrativa de Altos da França, no departamento de Pas-de-Calais. Estende-se por uma área de 3,89 km². Em 2010 a comuna tinha 918 habitantes (densidade: 236 hab./km²).